# Rosenhill
Rosenhill is een plaats in de gemeente Karlskrona in het landschap Blekinge en de provincie Blekinge län in Zweden. De plaats heeft 56 inwoners (2005) en een oppervlakte van 7 hectare.